# Bezzia haroldi
Bezzia haroldi är en tvåvingeart som beskrevs av Meillon och Wirth 1987. Bezzia haroldi ingår i släktet Bezzia och familjen svidknott. Inga underarter finns listade i Catalogue of Life.